# Jody Thompson
Jody Thompson, née le 13 août 1976 à Vancouver, est une actrice canadienne. Elle est surtout connue pour son rôle de Devon Moore dans la série télévisée Les 4400.

## Biographie
Elle est mariée à Bruce Marchfelder le 22 juillet 2000, ils ont deux enfants.

## Filmographie

### Cinéma
- 2000 : Mission to Mars de Brian De Palma
- 2000 : Shanghai Kid (Shanghai Noon) de Tom Dey
- 2002 : Hellraiser 6 (Hellraiser: Hellseeker) de Rick Bota
- 2008 : L'As de cœur de David Mackay
- 2009 : L'Étrange Histoire de Benjamin Button de David Fincher
- 2009 : Soul Men de Malcolm D. Lee
- 2009 : Alien Trespass de R. W. Goodwin
- 2012 : Hick de Derick Martini
- 2012 : Le Choc des générations (Parental Guidance) d'Andy Fickman

### Télévision
- 1997 : De parfaits petits anges Téléfilm
- 1998 : Viper saison 4 épisode 17
- 2001 : Special Unit 2 saison 2 épisode 8
- 2002 : Andromeda saison 3 épisode 16
- 2002 : En quête de justice saison 1 épisode 16
- 2005 : Les 4400 saison 2 épisodes 1, 2, 3, 4
- 2005 : Smallville saison 5 épisode 20
- 2006 : Supernatural saison 1 épisode 19
- 2006 : Blade saison 1 épisodes 5, 8, 9
- 2006 : Les 4400 saison 3 épisodes 1, 9, 12
- 2006 : Héritage mortel (In Her Mother's Footsteps) Téléfilm
- 2006 : A Little Thing Called Murder de Richard Benjamin
- 2007 : Flash Gordon saison 1 épisodes 12, 21
- 2007 : Les 4400 saison 4 épisode 1
- 2007 : Une rivale dans la maison (Perfect Child)
- 2009 : 2012 : reporter
- 2011 : Fringe : Sara Downey
- 2011 : Sanctuary : Fallon
- 2012 : How to Fall in Love : Claire Russell
- 2014 : Happy Face Killer (en) : Cora Jesperson
- 2015 : Les Yeux de l'assassin : Louise Hampshire
- 2022 : Reginald the Vampire : Gemma (saison 1, épisodes 6 et 9)
- 2025 : Tracker : Kayla Darview (saison 2, épisode 9)